# КРС-БСУ
КРС-БСУ (кит. упр. 北体大-昆仑鸿星, пиньинь  Běitǐdà - Kūnlún Hóngxīng, палл. Пекинский спортивный университет-Куньлунь Ред Стар) — профессиональный китайский хоккейный клуб из города Пекин, основанный в 2019 году. Аффилирован с клубом КХЛ «Куньлунь Ред Стар».
В сезоне 2019/2020 команда выступала в Высшей хоккейной лиге.